# Tiago Pagnussat
Tiago Pagnussat (São Jorge d'Oeste, 17 de junho de 1990), é um futebolista brasileiro que atua como zagueiro. Atualmente joga pelo Vila Nova.

## Carreira

### Criciúma
O jogador começou sua carreira no Criciúma, onde atuou na temporada de 2010 e disputou o Campeonato Catarinense.

### Atlético Mineiro
Tiago foi contratado pelo Atlético Mineiro durante a disputa do Campeonato Brasileiro de 2014. Na sua vinda, foi oferecido em troca o atacante Paulo Henrique, formado nas categorias de base do clube mineiro.
Em sua primeira coletiva na Cidade do Galo, o defensor havia avisado sobre suas qualidades nas bolas paradas, e logo em sua estreia deixou seu “cartão de visitas” ao acertar uma bomba, em cobrança de falta. O tento abriu caminho para vitória, por 3 a 2, sobre o Sport, no Estádio Independência.
Após receber poucas oportunidades na equipe em 2015, com a venda de Jemerson para o Monaco no início de 2016, o jogador passou a ser mais acionado, formando dupla de zaga com o capitão Leonardo Silva, jogador este em quem Tiago diz se inspirar.
No dia 14 de abril de 2016, o defensor marcou o 100º gol do Galo em Libertadores, na vitória por 4 a 0 sobre o Melgar, no Mineirão.

### Bahia
No dia 22 de julho de 2016, acertou a sua ida para o Bahia.

### Lanús
No dia 23 de janeiro de 2019, acertou a sua ida por empréstimo para o Lanús.

### Ceará
No dia 24 de dezembro de 2019, foi confirmado o empréstimo do zagueiro para o Ceará, como presente de natal para a torcida alvinegra. No dia 1 de dezembro de 2020, teve seu passe comprado pelo Ceará até o final de 2022.

### Cerezo Osaka
Em fevereiro de 2021, Tiago foi vendido ao Cerezo Osaka por cerca de R$2 Milhões. A negociação demorou por conta da pandemia de Covid-19.

## Estatísticas
Até 20 de dezembro de 2020.

### Clubes
| Clube             | Temporada         | Campeonato nacional | Campeonato nacional | Campeonato nacional | Copas nacionais[a] | Copas nacionais[a] | Copas nacionais[a] | Competições continentais[b] | Competições continentais[b] | Competições continentais[b] | Outros torneios[c] | Outros torneios[c] | Outros torneios[c] | Total | Total | Total   |
| Clube             | Temporada         | Jogos               | Gols                | Assist.             | Jogos              | Gols               | Assist.            | Jogos                       | Gols                        | Assist.                     | Jogos              | Gols               | Assist.            | Jogos | Gols  | Assist. |
| ----------------- | ----------------- | ------------------- | ------------------- | ------------------- | ------------------ | ------------------ | ------------------ | --------------------------- | --------------------------- | --------------------------- | ------------------ | ------------------ | ------------------ | ----- | ----- | ------- |
| Criciúma          | 2010              | —                   | —                   | —                   | —                  | —                  | —                  | —                           | —                           | —                           | —                  | —                  | —                  | 0     | 0     | 0       |
| Criciúma          | Total             | 0                   | 0                   | 0                   | 0                  | 0                  | 0                  | 0                           | 0                           | 0                           | 0                  | 0                  | 0                  | 0     | 0     | 0       |
| Vila Aurora       | 2011              | 3                   | 0                   | 0                   | —                  | —                  | —                  | —                           | —                           | —                           | 0                  | 0                  | 0                  | 3     | 0     | 0       |
| Vila Aurora       | Total             | 3                   | 0                   | 0                   | 0                  | 0                  | 0                  | 0                           | 0                           | 0                           | 0                  | 0                  | 0                  | 3     | 0     | 0       |
| Caxias            | 2012              | 10                  | 1                   | 0                   | —                  | —                  | —                  | —                           | —                           | —                           | 4                  | 1                  | 0                  | 14    | 2     | 0       |
| Caxias            | Total             | 10                  | 1                   | 0                   | 0                  | 0                  | 0                  | 0                           | 0                           | 0                           | 4                  | 1                  | 0                  | 14    | 2     | 0       |
| Guarani           | 2013              | —                   | —                   | —                   | —                  | —                  | —                  | —                           | —                           | —                           | 12                 | 3                  | 0                  | 12    | 3     | 0       |
| Guarani           | Total             | 0                   | 0                   | 0                   | 0                  | 0                  | 0                  | 0                           | 0                           | 0                           | 12                 | 3                  | 0                  | 12    | 3     | 0       |
| Caxias            | 2013              | 19                  | 4                   | 0                   | —                  | —                  | —                  | —                           | —                           | —                           | —                  | —                  | —                  | 19    | 4     | 0       |
| Caxias            | 2014              | 9                   | 2                   | 0                   | —                  | —                  | —                  | —                           | —                           | —                           | 17                 | 0                  | 0                  | 26    | 2     | 0       |
| Caxias            | Total             | 28                  | 6                   | 0                   | 0                  | 0                  | 0                  | 0                           | 0                           | 0                           | 17                 | 0                  | 0                  | 45    | 6     | 0       |
| Atlético Mineiro  | 2014              | 5                   | 2                   | 0                   | 0                  | 0                  | 0                  | —                           | —                           | —                           | —                  | —                  | —                  | 5     | 2     | 0       |
| Atlético Mineiro  | 2015              | 3                   | 0                   | 1                   | 0                  | 0                  | 0                  | 0                           | 0                           | 0                           | 1                  | 0                  | 0                  | 4     | 0     | 1       |
| Atlético Mineiro  | 2016              | 5                   | 1                   | 0                   | 0                  | 0                  | 0                  | 1                           | 1                           | 0                           | 12                 | 0                  | 0                  | 18    | 2     | 0       |
| Atlético Mineiro  | Total             | 13                  | 3                   | 1                   | 0                  | 0                  | 0                  | 1                           | 1                           | 0                           | 13                 | 0                  | 0                  | 27    | 4     | 1       |
| Bahia             | 2016              | 21                  | 1                   | 1                   | —                  | —                  | —                  | —                           | —                           | —                           | —                  | —                  | —                  | 21    | 1     | 1       |
| Bahia             | 2017              | 35                  | 2                   | 0                   | 2                  | 0                  | 0                  | 0                           | 0                           | 0                           | 17                 | 1                  | 0                  | 54    | 3     | 0       |
| Bahia             | 2018              | 20                  | 2                   | 0                   | 3                  | 0                  | 0                  | 3                           | 0                           | 0                           | 21                 | 2                  | 0                  | 47    | 4     | 0       |
| Bahia             | 2019              | 0                   | 0                   | 0                   | 0                  | 0                  | 0                  | 0                           | 0                           | 0                           | 1                  | 0                  | 0                  | 1     | 0     | 0       |
| Bahia             | Total             | 76                  | 5                   | 1                   | 5                  | 0                  | 0                  | 3                           | 0                           | 0                           | 39                 | 3                  | 0                  | 123   | 8     | 1       |
| Lanús             | 2019              | 6                   | 0                   | 0                   | 4                  | 0                  | 0                  | 0                           | 0                           | 0                           | 0                  | 0                  | 0                  | 10    | 0     | 0       |
| Lanús             | Total             | 6                   | 0                   | 0                   | 4                  | 0                  | 0                  | 0                           | 0                           | 0                           | 0                  | 0                  | 0                  | 10    | 0     | 0       |
| Ceará             | 2020              | 18                  | 1                   | 0                   | 7                  | 2                  | 0                  | 0                           | 0                           | 0                           | 11                 | 1                  | 0                  | 36    | 4     | 0       |
| Ceará             | Total             | 18                  | 1                   | 0                   | 7                  | 2                  | 0                  | 0                           | 0                           | 0                           | 11                 | 1                  | 0                  | 36    | 4     | 0       |
| Total na carreira | Total na carreira | 154                 | 16                  | 2                   | 16                 | 2                  | 0                  | 4                           | 1                           | 0                           | 96                 | 8                  | 0                  | 270   | 27    | 2       |

- a. ^ Jogos da Copa do Brasil
- b. ^ Jogos da Copa Libertadores da América
- c. ^ Jogos do Campeonato Mato-Grossense, Campeonato Gaúcho, Campeonato Paulista Campeonato Mineiro e Copa do Nordeste

## Títulos
Atlético Mineiro
- Copa do Brasil: 2014
- Campeonato Mineiro: 2015
- Florida Cup: 2016

Bahia
- Copa do Nordeste: 2017
- Campeonato Baiano: 2018

Ceará
- Copa do Nordeste: 2020, 2023

Vila Nova
- Campeonato Goiano: 2025[8]

## Prêmios individuais
- Seleção do Campeonato Baiano de Futebol de 2017
- Seleção da Copa do Nordeste 2017
- Seleção do Campeonato Baiano de Futebol de 2018